# Nowokolchosnoje
Nowokolchosnoje (russisch Новоколхозное, deutsch Neu Argeningken (1938–45: Argenbrück), Bublauken (Argenfurt), Sandlauken (Sandfelde), Willkischken, litauisch Naujieji Argeninkai, Bublaukiai, Sandlaukiai, Vilkiškiai) ist der gemeinsame Name von ehemals vier eigenständigen Orten in der russischen Oblast Kaliningrad innerhalb der kommunalen Selbstverwaltungseinheit Stadtkreis Neman im Rajon Neman.

## Geographische Lage
Nowokolchosnoje am Flüsschen Arge (russisch: Slaja) liegt 11 Kilometer südwestlich der früheren Kreisstadt Sowetsk (Tilsit) und 15 Kilometer südwestlich der jetzigen Kreismetropole Neman (Ragnit). Im Nordosten grenzt der ehemals so genannte Schilleningker Wald an den Ort, durch den die russische Fernstraße A 216 (ehemalige deutsche Reichsstraße 138, heute auch Europastraße 77) verläuft. Die nächste Bahnstation ist Barsukowka (Pamletten) an der Bahnstrecke Tschernjachowsk–Sowetsk (Insterburg–Tilsit).

## Geschichte

### Neu Argeningken (Argenbrück)
Der bis 1947 Neu Argeningken (um 1785 Neu Argeningcken) genannte Ort wurde am 25. März 1874 Amtsdorf und damit namensgebend für den neu errichteten Amtsbezirk Neu Argeningken und gehörte zum Landkreis Tilsit, von 1922 bis 1945 Landkreis Tilsit-Ragnit im Regierungsbezirk Gumbinnen (russisch: Gussew) der preußischen Provinz Ostpreußen. Im Jahre 1910 – in diesem Jahr wurde der Ort Kirchdorf – lebten in Neu Argeningken 639 Einwohner, deren Zahl bis 1933 auf 654 stieg und 1939 noch 576 betrug.
Am 18. Januar 1918 stieß bei Argeningken ein Militär-Urlauberzug auf der Fahrt von Insterburg nach Tilsit mit einem Personenzug zusammen. 32 Menschen starben, 36 wurden verletzt.
Am 3. Juni 1938 – mit amtlicher Bestätigung vom 16. Juli 1938 – erhielt Neu Argeningken den neuen Namen „Argenbrück“, und ein Jahr später wurde auch der Amtsbezirk entsprechend umbenannt.

#### Amtsbezirk Neu Argeningken (Argenbrück) (1874–1945)
In der Zeit von 1874 bis 1945 bildete Neu Argeningken einen eigenen Amtsbezirk, der bis 1922 zum Landkreis Tilsit, danach zum Landkreis Tilsit-Ragnit gehörte. Anfangs waren sieben kommunale Einheiten eingegliedert, aufgrund struktureller Veränderungen waren es am 1. Januar 1945 insgesamt neun:
| Name (bis 1938)                   | Name (ab 1938)       | Russischer Name (ab 1946)                 |
| --------------------------------- | -------------------- | ----------------------------------------- |
| Landgemeinden:                    |                      |                                           |
| Alt Lenkonischken                 | Großschenkendorf     | Lukjanowo                                 |
| Bartken                           | Bartken              | Semelnoje                                 |
| Laukandten                        | Waldeneck            | Pelewino                                  |
| Neu Argeningken                   | Argenbrück           | Nowokolchosnoje                           |
| Szameitkehmen, ab 1899: Eichenhof | Eichenhof            | Kisseljowo                                |
| Willkischken, ab 1894: Bublauken  | Argenfurt            | Nowokolchosnoje, bis 1993: Grigorjewo     |
| Gutsbezirk:                       |                      |                                           |
| Neu Lenkonischken                 |                      |                                           |
| Spätere Eingliederungen:          |                      |                                           |
| ab 1875: Bublauken                | Angerfurt            | Nowokolchosnoje, bis 1993: Tschernyschewo |
| ab 1925: Puskeppeln               | Argenfelde           | Prototschnoje                             |
| ab 1925: Skrobienen               | Waldreuten           | Sadoroschnoje                             |
| ab 1925: Smaledumen               | Fichtenberg (Ostpr.) | Peski                                     |

### Willkischken / Grigorjewo
Das ehemals Willkischken genannte Dorf liegt elf Kilometer südwestlich von Sowetsk (Tilsit). Der Ort kam 1874 zum Amtsbezirk Neu Argeningken (ab 1938 Argenbrück, seit 1946 russisch: Nowokolchosnoje) im Landkreis Tilsit (1922 bis 1945 Landkreis Tilsit-Ragnit) im Regierungsbezirk Gumbinnen der preußischen Provinz Ostpreußen. Am 19. März 1894 wurden der Nachbarort Bublauken (ab 1938 Argenfurt, ab 1950 russisch: Tschernyschewo, seit vor 1976 Nowokolchosnoje) in die Landgemeinde Willkischken eingegliedert, und am 24. Juli 1894 wurde diese in „Bublauken“ umbenannt. 1945 kam Wilkkischken zur Sowjetunion und erhielt 1950 die russische Bezeichnung „Grigorjewo“.

### Sandlauken (Sandfelde)/Schtschukino
Das vormals Sandlauken (um 1785 Sandlaucken) genannte kleine Dorf liegt zwölf Kilometer südwestlich der Stadt Sowetsk (Tilsit) und bestand vor 1945 aus verstreuten kleinen Höfen. Im Jahre 1874 wurde der Ort in den Amtsbezirk Brettschneidern (russisch: Grusdewo) eingegliedert, der zum Landkreis Niederung, ab 1922 zum Landkreis Tilsit-Ragnit im Regierungsbezirk Gumbinnen der preußischen Provinz Ostpreußen gehörte. Im Jahre 1910 waren in Sandlauken 81 Einwohner registriert, deren Zahl bis 1933 auf 149 stieg und 1939 noch 139 betrug. Am 3. Juni 1938 (amtlich bestätigt am 16. Juli 1938) erhielt Sandlauken den neuen Namen „Sandfelde“. 1945 kam Sandfelde zur Sowjetunion und wurde 1950 in Schtschukino umbenannt.

### Bublauken (Argenfurt) / Tschernyschewo
Der seinerzeit Bublauken (um 1785 Bublaucken) genannte Orte bestand vor 1945 aus ein paar kleinen Höfen, die zehn Kilometer südwestlich von Sowetsk (Tilsit) lagen. 1874 kam Bublauken zum Amtsbezirk Brettschneidern (russisch: Grusdewo) im Landkreis Niederung im Regierungsbezirk Gumbinnen der preußischen Provinz Ostpreußen.
Am 21. Juli 1875 wurde Bublauken in den Amtsbezirk Neu Argeningken eingegliedert, der zum Landkreis Tilsit, ab 1922 Landkreis Tilsit-Ragnit, gehörte. Am 19. März 1894 wurde Bublauken nach Willkischken eingemeindet. Am 24. Juli 1894 dann wurde Willkischken in Bublauken umbenannt, bis es dann ab 1938 aus politisch-ideologischen Gründen den Namen Argenfurt erhielt. Im Jahre 1950 – der Ort war inzwischen zur Sowjetunion gekommen – erhielt Argenfurt den russischen Namen „Tschernyschewo“.

### Nowokolchosnoje
Infolge des Zweiten Weltkrieges kam das Dorf Neu Argeningken (Argenbrück) mit dem nördlichen Ostpreußen zur Sowjetunion und wurde 1947 in „Nowokolchosnoje“ umbenannt. Gleichzeitig wurde der Ort Sitz eines Dorfsowjets im Rajon Sowetsk. Vor 1976 wurden die Nachbarorte Grigorjewo, Schtschukino und Tschernyschewo an Nowokolchosnoje angeschlossen. Von 2008 bis 2016 gehörte Nowokolchosnoje zur Landgemeinde Schilinskoje selskoje posselenije und seither zum Stadtkreis Neman.

#### Nowokolchosnenski selski Sowet/okrug 1947–2008
Der Dorfsowjet Nowokolchosnenski selski Sowet (ru. Новоколхозненский сельский Совет) wurde im Juni 1947 eingerichtet. Im Jahr 1954 wurde der Kanaschski selski Sowet an den Nowokolchosnenski selski Sowet angeschlossen. Nach dem Zerfall der Sowjetunion bestand die Verwaltungseinheit als Dorfbezirk Nowokolchosnenski selski okrug (ru. Новоколхозненский сельский округ). Etwa im Jahr 1997 wurde der Kanaschski selski okrug (wieder) als eigenständige Verwaltungseinheit aus dem Nowokolchosnenski selski okrug herausgelöst. Im Jahr 2008 wurden die verbliebenen Orte des Nowokolchosnenski selski okrug in die neugebildete Landgemeinde Schilinskoje selskoje posselenije eingegliedert.
| Ortsname                        | Name bis 1947/50                                | Bemerkungen |
| ------------------------------- | ----------------------------------------------- | --- |
| Barsukowoka (Барсуковка)        | Bartukeiten, 1938–1945: „Bartenhöh“             | Der Ort wurde 1947 umbenannt. |
| Duminitschi (Думиничи)          | Giggarn, 1938–1945: „Girren“                    | Der Ort wurde 1950 umbenannt und war zunächst in den Dorfsowjet Kanaschski eingeordnet. Seit etwa 1997 befand er sich (wieder) im Dorfbezirk Kanaschski. |
| Fruktowoje (Фруктовое)          | bei Neu Argeningken, 1938–1945: „Argenbrück“    | Der Ort wurde 1950 umbenannt und vor 1976 verlassen. |
| Goworowo (Говорово)             | Blausden, 1938–1945: „Blauden“                  | Der Ort wurde 1950 umbenannt. |
| Grigorjewo (Григорьево)         | Willkischken                                    | Der Ort wurde 1950 umbenannt und vor 1975 an den Ort Nowokolchosnoje angeschlossen. |
| Grusdewo (Груздево)             | Groß Brettschneidern                            | Der Ort wurde 1947 umbenannt und war zunächst in den Dorfsowjet Kanaschski eingeordnet. Er wurde vor 1988 verlassen. |
| Jefimowo (Ефимово)              | bei Bartukeiten, 1938–1945: „Bartenhöh“         | Der Ort wurde 1950 umbenannt und vor 1976 verlassen. |
| Kamyschewka (Камышевка)         | Oschnaggern, 1938–1945: „Aggern“                | Der Ort wurde 1950 umbenannt und war zunächst in den Dorfsowjet Kanaschski eingeordnet. Er wurde vor 1975 verlassen. |
| Kanasch (Канаш)                 | Jurgaitschen, 1938–1945: „Königskirch“          | Der Ort wurde 1947 umbenannt und war zunächst der Verwaltungssitz des Dorfsowjets Kanaschski. Seit etwa 1997 war er (wieder) der Verwaltungssitz des Dorfbezirks Kanaschski. |
| Kaschino (Кашин)                | Klischwethen, 1938–1945: „Klischenfeld“         | Der Ort wurde 1947 umbenannt und war zunächst in den Dorfsowjet Kanaschski eingeordnet. Er wurde vor 1975 verlassen. |
| Kaschirino (Каширино)           | Schillgallen-Kauschen, 1938–1945: „Fichtenende“ | Der Ort wurde 1950 umbenannt und war zunächst in den Dorfsowjet Kanaschski eingeordnet. Er wurde vor 1988 verlassen. |
| Kisseljowo (Киселёво)           | Szameitkehmen, seit 1899: Eichendorf            | Der Ort wurde 1950 umbenannt und vor 1975 verlassen. |
| Kitowo (Китово)                 | Kaukweth-Kludszen, 1938–1945: „Raunenwalde“     | Der Ort wurde 1947 umbenannt und vor 1975 verlassen. |
| Kljuschino (Клюшино)            | Birkenwalde                                     | Der Ort wurde 1950 umbenannt und vor 1975 verlassen. |
| Loparjowo (Лопарёво)            | Lieparten                                       | Der Ort wurde 1950 umbenannt und war zunächst in den Dorfsowjet Kanaschski eingeordnet. Er wurde vor 1975 verlassen. |
| Lukjanowo (Лукьяново)           | Lenkonischken, 1938–1945: „Großschenkendorf“    | Der Ort wurde 1947 umbenannt. |
| Nowokolchosnoje (Новоколхозное) | Neu Argeningken, 1938–1945: „Argenbrück“        | Verwaltungssitz |
| Obrutschewo (Обручево)          | Groß Wingsnupönen, 1938–1945: „Großwingen“      | Der Ort wurde 1950 umbenannt und war zunächst in den Dorfsowjet Kanaschski eingeordnet. |
| Ostaschewo (Осташево)           | Groß Oschkinnen, 1938–1945: „Großossen“         | Der Ort wurde 1950 umbenannt und war zunächst in den Dorfsowjet Kanaschski eingeordnet. Er wurde 1997 an den Ort Kanasch angeschlossen. |
| Otradnoje (Отрадное)            | Groß Skattegirren, 1938–1945: „Groschenweide“   | Der Ort wurde 1950 umbenannt und war zunächst in den Dorfsowjet Kanaschski eingeordnet. Er wurde vor 1988 verlassen. |
| Pelewino (Пелевино)             | Laukandten, 1938–1945: „Waldeneck“              | Der Ort wurde 1950 umbenannt. |
| Roschtschino (Рощино)           | Kartzauningken, 1938–1945: „Fichtenwalde“       | Der Ort wurde 1950 umbenannt und war zunächst in den Dorfsowjet Kanaschski eingeordnet. Er wurde vor 1975 verlassen. |
| Saizewo (Зайцево)               | Seikwethen, 1938–1945: „Ulmental“               | Der Ort wurde 1947 umbenannt. |
| Salessje (Залесье)              | Adlig Schilleningken, 1938–1945: „Hegehof“      | Der Ort wurde 1950 umbenannt und vor 1975 verlassen. |
| Schepetowka (Шепетовка)         | Schillkojen, 1938–1945: „Auerfließ“             | Der Ort wurde 1947 umbenannt und war zunächst in den Dorfsowjet Kanaschski eingeordnet. Im Jahr 1950 war auch der benachbarte Ort Groß Dummern/Groß Ostwalde in Schepetowka umbenannt worden, allerdings in den Dorfsowjet Gastellowski im Rajon Slawsk eingeordnet worden. Vermutlich wurden die beiden Schepetowkas spätestens im Jahr 1965 zusammengelegt, falls sie nicht sowieso von Anfang an einen gemeinsamen Ort bildeten. |
| Scherstnjowo (Шерстнёво)        | Skardupönen, 1938–1945: „Scharden“              | Der Ort wurde 1950 umbenannt und war zunächst in den Dorfsowjet Kanaschski eingeordnet. Er wurde vor 1988 verlassen. |
| Scheweljowo (Шевелёво)          | Schaulwethen, 1938–1945: „Lichtenhöhe“          | Der Ort wurde 1950 umbenannt und war zunächst in den Dorfsowjet Kanaschski eingeordnet. Er wurde vor 1975 an den Ort Kanasch angeschlossen. |
| Schilowo (Шилово)               | Schillupischken, 1938–1945: „Fichtenfleiß“      | Der Ort wurde 1947 umbenannt und war zunächst in den Dorfsowjet Kanaschski eingeordnet. Er wurde vor 1988 verlassen. |
| Schtschukino (Щукино)           | Sandlauken, 1938–1945: „Sandfelde“              | Der Ort wurde 1950 umbenannt und vor 1975 an den Ort Nowokolchosnoje angeschlossen. |
| Semelnoje (Земельное)           | Bartken                                         | Der Ort wurde 1950 umbenannt und vor 1975 verlassen. |
| Skripatschowo (Скрипачёво)      | Klipschen-Rödszen                               | Der Ort wurde 1950 umbenannt und war zunächst in den Dorfsowjet Kanaschski eingeordnet. Er wurde vor 1975 verlassen. |
| Strelotschnoje (Стрелочное)     | Pamletten                                       | Der Ort wurde 1950 umbenannt und vermutlich vor 1975 an den Ort Barsukowka angeschlossen. |
| Tschernyschewo (Чернышево)      | Bublauken, 1938–1945: „Angerfurt“               | Der Ort wurde 1950 umbenannt und vor 1975 an den Ort Nowokolchosnoje angeschlossen. |
| Tschugujewo (Чугуево)           | Papuschienen, 1938–1945: „Paschen“              | Der Ort wurde 1950 umbenannt und vor 1975 verlassen. |

## Kirche
Während das frühere Sandlauken (Sandfelde) vor 1945 zum Kirchspiel der Kirche Jurgaitschen (1938–46 Königskirch, seit 1946 russisch: Kanasch) gehörte, waren Bublauken (1938–46 Argenfurt) und Willkischken in die Pfarrei Neu Argeningken (Argenbrück) eingegliedert. In der heutigen Siedlung Nowokolchosnoje steht heute noch die ehemalige Pfarrkirche.

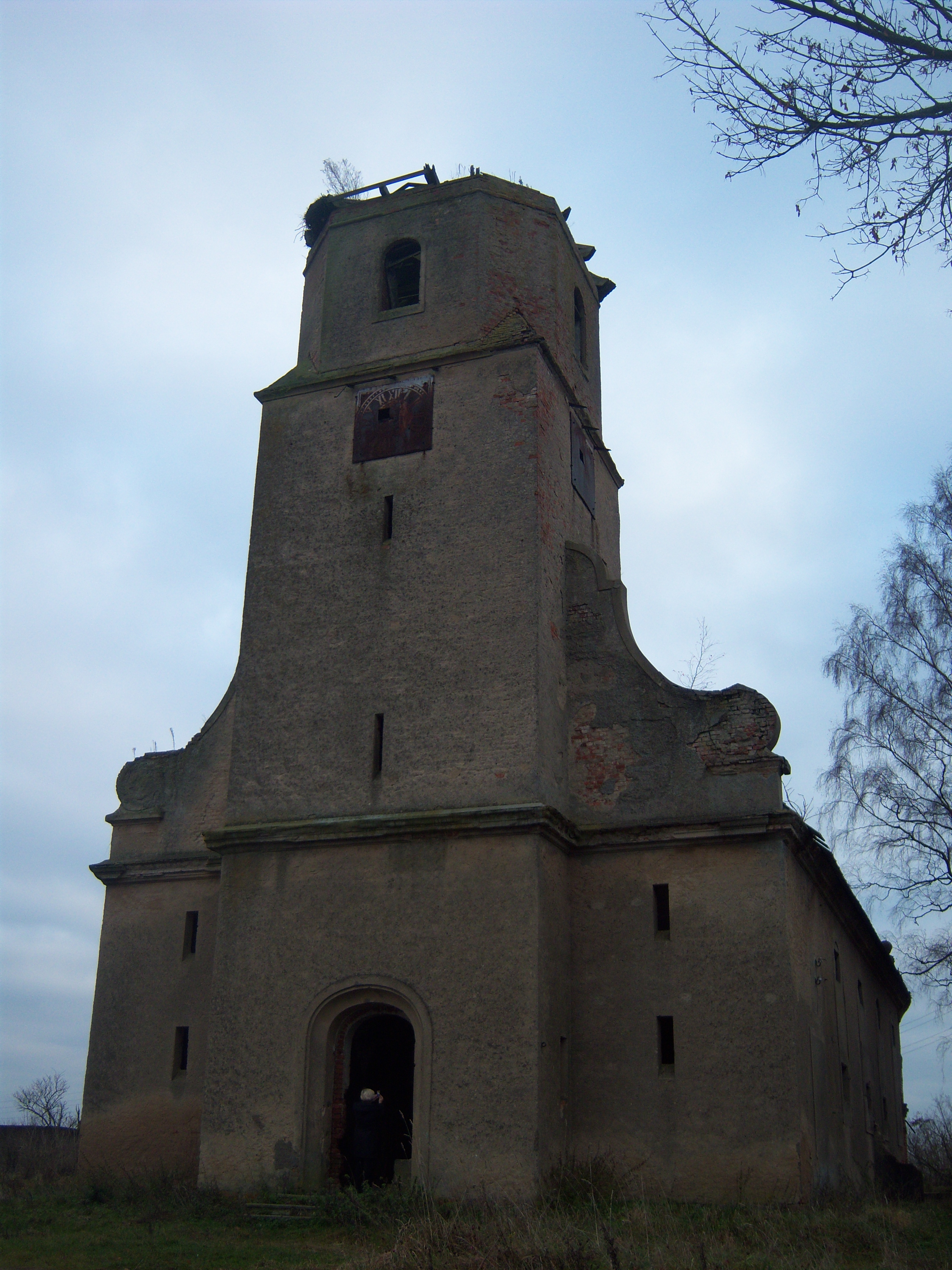
Kirche (2011)

### Kirchengebäude
Die massive Kirche steht am nordöstlichen Ortsausgang Nowokolchosnojes auf einer Anhöhe, etwa 30 Meter von der Fernstraße A 216 entfernt (Karte). Es handelt sich um einen verputzten, an barocke Kirchen erinnernden Backsteinbau mit westlichem Zwiebelturm.
Die Kirche wurde in den ersten Jahren des 20. Jahrhunderts gebaut und am 21. April 1910 eingeweiht. Der Innenraum war ursprünglich gewölbt. Gegenüber dem Kanzelaltar befand sich die Orgelempore. Die Orgel und die drei Glocken stammten aus der Zeit der Errichtung der Kirche.
Der Kirchturmoberteil wurde 1945 von Truppen der Roten Armee abgeschossen und ist in diesem Zustand bis heute verblieben. Die Bänke wurden in den Folgejahren nach Sowetsk (Tilsit) verbracht, wo sie als Sitzgelegenheiten für Teilnehmer von Sportveranstaltungen dienten. Die Orgel und die Glocken wurden zertrümmert.
Heute ist das Gotteshaus ein schlecht erhaltenes Gebäude mit zugemauerten Fenstern und neugedecktem Asbestzement-Plattendach. 1994 wurde es der russisch-orthodoxen Kirche übereignet, wird aber für kirchliche Zwecke nicht genutzt. Bis zum März 2020 wurde das Gebäude wieder für kirchliche Zwecke hergerichtet: über dem Schiff ist ein grünes Blechdach aufgebracht worden und der Turm hat eine vergoldete Zwiebelkuppel mit einem orthodoxen Kreuz erhalten. Sie trägt nun den Namen "Kirche des Eingangs des Herren in Jerusalem".

### Kirchengemeinde
Die Orte des späteren Kirchspiels Neu Argeningken haben zuvor nach Heinrichswalde (russisch: Slawsk) und auch nach Tilsit (Sowetsk) gehört. Bereits 1897 entstand der Plan, für Neu Argeningken eine eigene Ofarrei zu bilden. 1902 fand seine Gründung statt, ein Jahr später begann man mit dem Kirchbau, der 1910 eingeweiht werden konnte. Die Kirchengemeinde gehörte bis 1945 zum Diözese Tilsit im Kirchenkreis Tilsit-Ragnit innerhalb der Kirchenprovinz Ostpreußen der Kirche der Altpreußischen Union. Heute liegt Nowokolchosnoje im Einzugsbereich der evangelisch-lutherischen Kirchengemeinde in Slawsk (Heinrichswalde) innerhalb der Propstei Kaliningrad der Evangelisch-lutherischen Kirche Europäisches Russland (ELKER).

### Kirchspielorte (bis 1945)
Zu Neu Argeningken gehörte bis 1945 ein weitflächiges Kirchspiel:
| Name                                        | Russischer Name                          |  | Name                                | Russischer Name                      |
| ------------------------------------------- | ---------------------------------------- |  | ----------------------------------- | ------------------------------------ |
| Alt Lenkonischken 1938–46: Großschenkendorf | Lukjanowo                                |  | Neu Lenkonischken                   |                                      |
| Bartken                                     | Semelnoje                                |  | Puskeppel 1938–46: Argenfelde       | Prototschnoje                        |
| Baumgarten                                  |                                          |  | Skrobienen 1938–46: Waldreuten      | Sadoroschnoje                        |
| Blausden 1938–46: Blauden                   | Goworowo                                 |  | Smaledumen 1938–46: Fichtenberg     | Peski                                |
| Bublauken 1938–46: Argenfurt                | Nowokolchosnoje bis 1993: Tschernyschewo |  | Szameitkehmen 1899–1946: Eichendorf | Kisseljowo                           |
| Laukandten 1938–46: Waldeneck               | Pelewino                                 |  | Willkischken                        | Nowokolchosnoje bis 1993: Grigorjewo |

### Pfarrer (bis 1945)
Zwischen 1910 (Errichtung der Kirche) und 1945 amtierten in Neu Argeningken vier evangelische Geistliche. Bereits vorher taten hier zwei Hilfsprediger ihren Dienst:
- Hilfsprediger: Richard Rudolf Reinhard Neumann, 1895–1900, und Karl Friedrich Ewald Gerhardt, 1900–1908
- Pfarrer: Robert Böttcher[A 4], Karl Franz Trautmann, 1910–1924, Eugen Gatz, 1924–1928, Hermann Sargun, 1929–1931, und Hermann Braun, 1933–1945.